# Kliment Ochridský
Svatý Kliment Ochridský, zvaný též Kliment Velický, Kliment Sloviensky či Kliment Bulharský, (cca 830 – 27. července 916 Ochrid) byl staroslověnsky píšící spisovatel a misionář působící na Velké Moravě a v Bulharsku, žák svatého Cyrila a svatého Metoděje.

## Život
Podle většiny historiků pocházel ze Slovany obývaného území Makedonie, byť není jasné, zda z části, jež tehdy náležela k Byzantské říši, nebo z části přináležející říši bulharské. Existují ovšem i názory, že pocházel z Velké Moravy. Kliment se s věrozvěsty zúčastnil cesty na Krym do země Chazarů (860–861) i návštěvy Chersonésu, kde se zúčastnil hledání a objevení ostatků papeže svatého Klimenta Římského (a přijal na památku tohoto mučedníka mnišské jméno, což vedlo v budoucnu k častému zaměňování těchto dvou osob). Okolo roku 868 byl Kliment Ochridský vysvěcen v Římě na kněze.
Později následoval věrozvěsty v jejich cestě na území Velké Moravy. Svou literární činnost zahájil Kliment právě na Moravě, brzy po smrti svatého Cyrila (Konstantina), mezi lety 870 a 880, kdy byl napsán Život Konstantinův. Tento nejvýznamnější původní výtvor rané slovanské literatury je zřejmě dílem právě Klimenta, ovšem s významnou účastí svatého Metoděje. Brzy po Metodějově smrti byl sepsán Život Metodějův, jehož autorem je bezpochyby Kliment. Na Velké Moravě Kliment napsal ještě dva významné homiletické texty - Pochvala svatému Cyrilu a Pochvalné slovo na počest svatého Cyrila a Metoděje.

Po smrti svatého Metoděje byl na Moravě patrně nějaký čas vězněn. Po vyhnání Metodějových následovníků knížetem Svatoplukem z území Moravy odešel spolu s ostatními na krátkou dobu do Bělehradu pod ochranu bulharského vazala knížete Radislava, který jej později poslal společně s dalšími žáky věrozvěstů, např. svatým Naumem, do tehdejšího hlavního bulharského města Plisky, kde Kliment učil cara Borise I. a roku 864 ho pokřtil. Na Borisovu žádost pak Kliment vytvořil známou Plisecko-preslavskou literární školu.

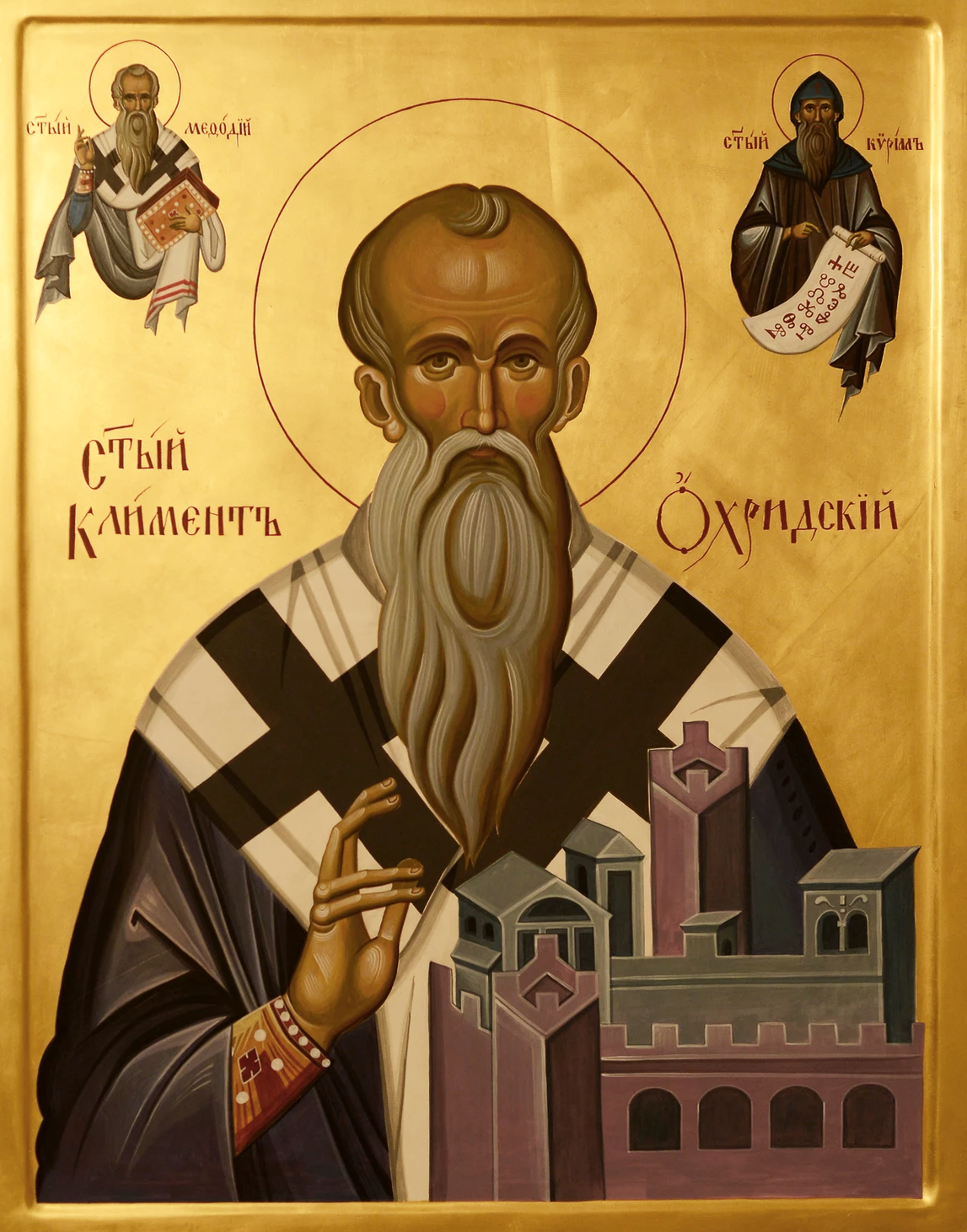
Ikona sv. Klementa Ochridského

Boris vyslal záhy Klimenta do Makedonie šířit staroslověnskou liturgii a daroval mu dvorce v Devoli, Glavnici a v okolí Ochridu (dnes na území Albánie a Severní Makedonie). Zde založil Kliment slavnou literární školu a byl roku 893 Symeonem I. ustanoven biskupem velickým. Založil zde rovněž Klášter sv. Pantelejmona s učilištěm pro bohoslovce, což byla jedna z prvních evropských vysokých škol. Školu absolvovalo 3500 žáků a Bulharsko se tak stalo nejdůležitějším centrem slovanské vzdělanosti své doby. V Bulharsku sepsal řadu textů pro církevní svátky k oslavě apoštolů, mučedníků, proroků a světců, pochvalná slova o Bohorodičce, o Janu Křtiteli, o některých z proroků a o některých zvláště uctívaných světcích (např. o svatém Klimentovi, římském papeži). Celkem je Klimentovi připisováno 43 spisů. Diskuse se vedou o tom, nakolik Kliment upravil hlaholici, tedy abecedu vynalezenou svými učiteli. Podle Pavla Josefa Šafaříka to byl právě Kliment, kdo vytvořil cyrilici (azbuku), ale jsou i autoři, kteří to odmítají.
Se svatým Naumem byli nerozlučnou dvojicí, v některých pramenech jsou označovaní jako bratři, nebyli však pokrevními bratři.
Hlavním biografickým zdrojem o Klimentovi je staroslověnský spis Obširno Klimentovo žitie z pera arcibiskupa Theofylakta Ochridského.

## Památka
Ostatky svatého Klimenta jsou uchovávány v Ochridu v katedrálním kostele svatého Klimenta a svatého Panteleimona. Jako světce jej uctívají jak pravoslavní, tak katolíci. V římskokatolickém kalendáriu je slaven jako jeden z druhů svatého Gorazda 27. července. V řeckokatolickém kalendáriu je slaven spolu s ostatními sedmipočeníki rovněž 27. července.
Jméno Klimenta Ochridského nese např. univerzita v bulharské Sofii a v makedonské Bitole.

## Odkazy

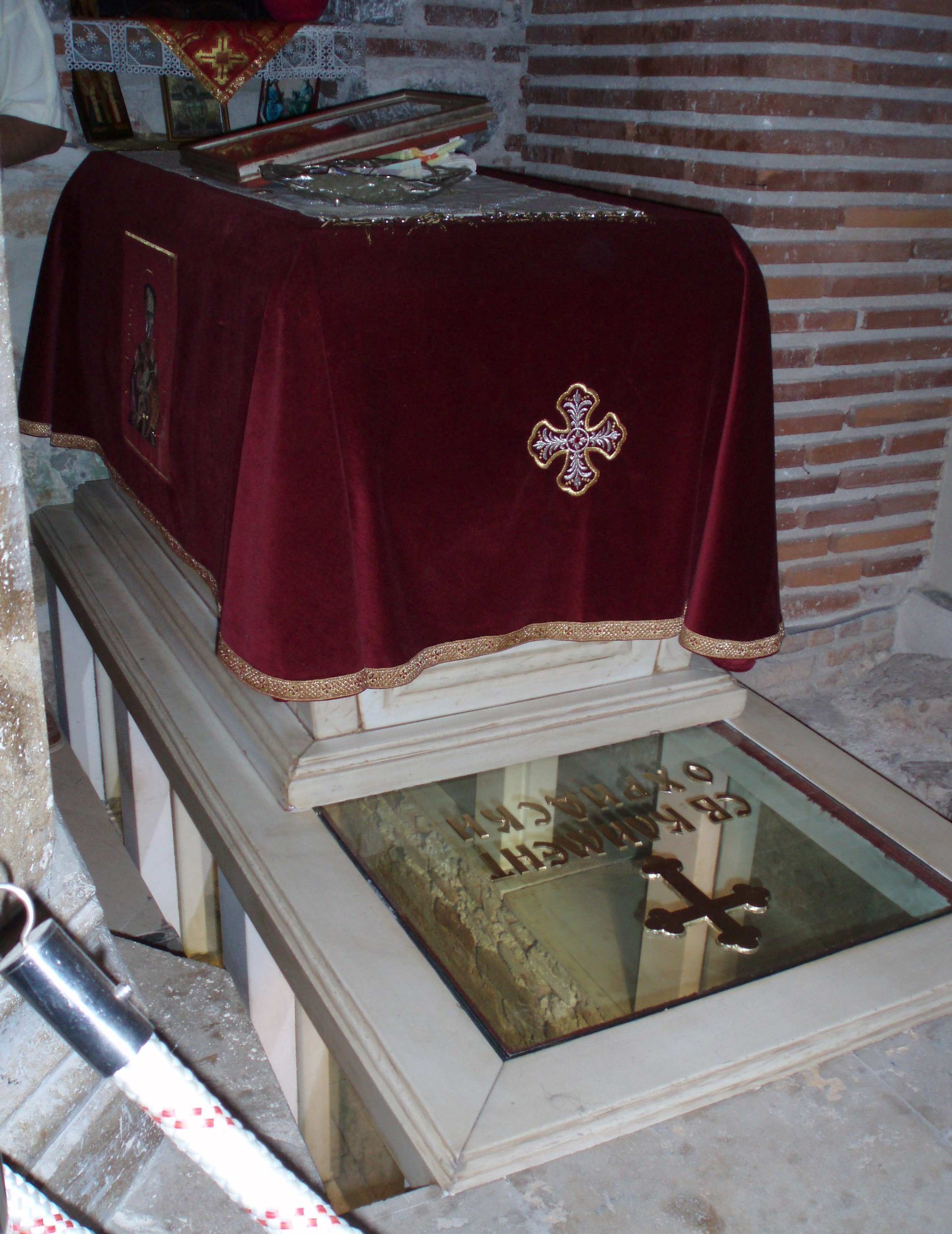
Hrob sv. Klementa Ochridského v Ochridu